# أعلى تنمئة - تناعب (يهر)

تعديل مصدري - تعديل

أعلى تنمئة - تناعب هي إحدى قرى عزلة يهر بمديرية يهر التابعة لمحافظة لحج، بلغ تعداد سكانها 105 نسمة حسب تعداد اليمن لعام 2004.